# Rita Eritsland
Rita Eritsland (* 12. März 1985 in Stavanger) ist eine norwegische Beachvolleyballspielerin.

## Karriere
Eritsland spielte ihre ersten Open-Turniere in den Jahren 2007 bis 2009 jeweils in Kristiansand mit Birgitte Blitzner und Hanne Haugen Aas. Seit 2010 bildet sie ein Duo mit Cindy Treland. Bei der Europameisterschaft 2011, ebenfalls in Kristiansand, schieden Eritsland/Treland als Gruppenletzte der Vorrunde aus, obwohl sie punktgleich mit zwei anderen Teams aus ihrer Gruppe waren.